# شهادة ميلاد (مسلسل مغربي)
شهادة ميلاد هو مسلسل درامي مغربي عُرض سنة 2020، من تأليف محمد عيسى العفاز، وإنتاج صادق الصباح، وإخراج حميد زيان وإلهام العلمي، ومن بطولة فاطمة خير، وعبد الإله رشيد، وأحلام الزعيمي، وفريد الركراكي، وهاجر كريكع، ورجاء خرماز، وسامي فكاك، وسعاد خويي. يرصد المسلسل كيف تقلب حادثة تبديل مولودين في المستشفى حياة عائلة رأسًا على عقب عندما تنكشف الحقيقة بعد سنوات.

## قصة المسلسل
في أجواء يسودها الفخر والبهجة، تحتفل السيّدة مليكة بنجاح ابنها يحيى وتقرر إقامة حفل كبير يحضره وجهاء المجتمع، لكن ما يبدأ كيوم عادي وسعيد ينقلب إلى مأساة عائلية، إذ يتعرض السيد أحمد زوجها لوعكة صحية مفاجئة تؤدي إلى وفاته، وتفتح وصيته بعد رحيله لتُكشف معها حقائق صادمة تقلب موازين العائلة رأسًا على عقب. إذ يتبين أن يحيى ليس ابنًا بيولوجيًا له، وأن للعائلة ابنة مفقودة منذ زمن، ما يزرع الشكوك والريبة داخل البيت الكبير.
تُجبر مليكة على مواجهة ماضٍ دفين ظنّت أنه طُوي إلى الأبد، ماضٍ اتخذت فيه قرارات مصيرية حملت تبعاتها لسنين طويلة، وها هي اليوم تعود لتواجهها بثمن مضاعف. يبدأ يحيى رحلة البحث عن جذوره الحقيقية، مثقلًا بالتساؤلات والارتباك، وسط حالة من التفكك المتسارع داخل الأسرة، حيث تتصاعد النزاعات بين الإخوة حول المال والشركة والميراث، ويتداخل الطموح بالأنانية، وتتسلل الخيانات إلى الصفوف الأولى من العائلة.
في الجهة الأخرى، يظهر رجال من الظل يحملون حسابات قديمة وأطماعًا جديدة، يخططون للاستفادة من تشرذم العائلة واستغلال نقاط ضعفها. ومن بين هؤلاء يظهر رجل أعمال غامض، له ارتباطات مباشرة وغير مباشرة بأكثر من طرف، ويُعرف بقدرته على التلاعب بالظروف لصالحه. تتشابك مسارات الشخصيات، وتتصادم المصالح، وتتكون تحالفات هشة ومؤقتة لا يجمع بينها سوى القلق من القادم.
وبينما تغرق العائلة في أزمات مالية ومعنوية، تبدأ بعض الشخصيات النسائية في إثبات حضورهن بقوة، متحملات نتائج أخطاء الماضي، أو باحثات عن العدالة، أو حتى الانتقام. ويجد المحقق المسعودي نفسه وسط شبكة من الأسرار المعقدة، يسعى لحل ألغاز متشابكة تتعلق بهوية يحيى، وجريمة قتل غامضة، وتلاعب في الشركة العائلية.
ومع اقتراب الخيوط من التشابك النهائي، تتغير مواقف وتنكشف نوايا، ويُجبر الجميع على إعادة النظر في ولاءاتهم، وأحيانًا حتى في مفاهيمهم عن العائلة، والحقيقة، والانتماء.

## طاقم التمثيل

### أدوار رئيسية
| الممثل         | الدور    |
| -------------- | -------- |
| فاطمة خير      | مليكة    |
| عبد الإله رشيد | يحيى     |
| أحلام الزعيمي  | نرجس     |
| فريد الركراكي  | الوعدودي |
| هاجر كريكع     | سعيدة    |
| رجاء خرماز     | رجاء     |
| سامي فكاك      | سامي     |
| سعاد خويي      | كلثوم    |

### أدوار ثانوية
- هشام الوالي
- منصور بدري
- رفيق بوبكر
- مجيد الكرون
- عبد الحق بلمجاهد
- خولة غيات

### ضيوف الشرف
- رشيد فكاك
- فاطمة هراندي

## خلافات
أثار مؤلف المسلسل الجدل حول نفسه عندما اختار توقيع السيناريو باسم مستعار هو (محمد عيسى العفاز) بالرغم من أن قصة المسلسل هي قصة اجتماعية عادية لا تفسر اختيار سيناريست هذا العمل الفني الحديث من وراء الستار والاختباء خلف قناع اسم مستعار. وذهبت مجموعة من الصحف المغربية إلى تفسير الأمر على أن هناك موانع موضوعية اضطرته إلى أن يكون كاتبا مجهولا أمام الرأي العام المغربي، ويفضل التنازل عن حقوق التأليف والملكية الفكرية، والاكتفاء بالحقوق المادية. في المقابل خرج المؤلف بالرد عن الجدل الذي أثاره الموضوع، موضحا أن اختياره استعمال اسم فني مستعارا في توقيع عمل درامي جاء من منطلق حريته الشخصية التي لا يخالف فيها القانون، موضحا أن نفس الأمر كان يقوم به دوما حين كان يمارس الصحافة، مضيفا أن هناك كتاب وقعوا روايات ومؤلفات بأسماء مستعارة.
أثار مؤلف المسلسل الجدل مرة أخرى عندما اتهم صناع مسلسل ياقوت وعنبر بالسرقة الفنية عبر تدوينة في حسابه بموقع تويتر، مضيفا بأنه سيرفع ضدهم دعوة قضائية لدى المحاكم المختصة. وردا على هذا الاتهام توجه منتج مسلسل ياقوت وعنبر خالد النقري بشكوة إلى المركز السينمائي المغربي مستفسرا حول الهوية الحقيقية لهذا الكاتب المجهول لدى المهنيين في مجال الإنتاج التلفزيوني بالمغرب. في وقت لاحق استمر تبادل التهم بين الطرفين، وقال محمد عيسى العفاز في تصريح أنه لا تشابه بين المسلسلين إلا في الموضوع الرئيسي، مضيفا بأنه ينتظر تصريح كاتبة سيناريو المسلسل الفنانة سامية أقريو لكشف اللبس عن الموضوع.

## وصلات خارجية
- شهادة ميلاد على موقع IMDb (الإنجليزية)
- شهادة ميلاد على موقع قاعدة بيانات الأفلام العربية
- شهادة ميلاد على موقع كينوبويسك (الروسية)
- شهادة ميلاد على موقع قاعدة بيانات الفيلم (الإنجليزية)